# Nitroprusiat de sodiu
Nitroprusiatul de sodiu este un medicament utilizat în tratamentul hipertensiunii arteriale. Calea de administrare disponibilă este cea intravenoasă.
Nitroprusiatul este un compus anorganic cu formula chimică Na2[Fe(CN)5NO], regăsit de obicei sub formă de dihidrat, Na2[Fe(CN)5NO]·2H2O. Este o sare de culoare roșie și se dizolvă în apă sau etanol formând soluții ce conțin dianionul complex [Fe(CN)5NO]2−.
Nitroprusiatul de sodiu a fost descoperit încă din 1850 și s-a dovedit a fi util în medicină în 1928. Se află pe lista medicamentelor esențiale ale Organizației Mondiale a Sănătății. Este disponibil sub formă de medicament generic.

## Utilizări medicale
Nitroprusiatul de sodiu este utilizat intravenos-perfuzabil în cazurile de crize hipertensive acute. Efectele sale sunt de obicei observate în câteva minute.